# Zouvalka (přírodní rezervace)
Zouvalka je přírodní rezervace v lokalitě Moravské Prusy v okrese Vyškov. Rezervace byla zřízena vyhláškou Okresního úřadu Vyškov ze dne 23. ledna 2002. Leží jižně od města Vyškov na jihovýchodních svazích kóty 356 m n. m. v Kučerovské pahorkatině. Důvodem ochrany je zachování fragmentů suchých trávníků svazu Cirsio-Brachypodion pinnati s výskytem zvláště chráněných druhů rostlin.

## Geologie
Podloží tvoří vápence, pískovce a vápnité jíly spodního badenu (morav) karpatské předhlubně, které jsou zčásti zakryty spraší. Půdní pokryv představují pararendziny a typické hnědozemě.

## Flora
V křovinném patru jsou zastoupeny hloh jednosemenný (Crataegus monogyna), ptačí zob obecný (Ligustrum vulgare), dřín jarní (Cornus mas), slivoň trnitá (Prunus spinosa). Vyskytují se i ovocné stromy (třešeň ptačí) a náletové lesní dřeviny. Významný je výskyt kriticky ohroženého tořiče včelonosného (Ophrys apifera), dalšími významnými druhy jsou bělozářka větevnatá (Anthericum ramosum), modřenec chocholatý (Muscari comosum), len tenkolistý (Linum tenuifolium), černohlávek velkokvětý (Prunella grandiflora) a záraza vyšší (Orobanche elatior). Z běžných druhů stepní vegetace je to válečka prapořitá (Brachypodium pinnatum), sveřep vzpřímený (Bromus erectus), ovsík vyvýšený (Arrhenatherum elatior), kostřava žlábkatá (Festuca rupicola), ostřice horská (Carex montana) a další.

## Fauna
Hmyz zastupují zejména motýli, např. vřetenuška ligrusová (Zygaena carniolica), modrásek kozincový (Glaucopsyche alexis), ostruháček švestkový (Satyrium pruni), okáč voňavkový (Brintesia circe), z ptáků tu hnízdí strnad obecný (Emberiza citrinella) a linduška lesní (Anthus trivialis).